# DM016SH
DM016SH（ディーエムゼロイチロクエスエイチ）は、シャープによって開発された、ディズニー・モバイル(Disney Mobile on SoftBank)の第3.9世代移動通信システム端末である。

## 概要
DM014SH以来となるシャープ製のDisney Mobile on SoftBank端末で、ソフトバンクモバイルのフラッグシップモデルであるSoftBank 302SHがベースとなっている。故に歴代のDisney Mobile on SoftBank端末の中では最高のスペックを誇る。
今回のテーマは「マルチキャラクター」で、専用のケースと連動してミッキーマウスやミニーマウスのライブ壁紙を楽しむことが可能となっている。この専用のケースは事前予約特典としてミッキーマウス・ミニーマウス・ドナルドダック・デイジーダック・チップ・クラリス・ペリー・スティッチ・ジーニー・サリーの10種類の中から2つ選ぶことができる。
基本的な仕様等は302SHとほぼ同等だが、こちらはディズニー・モバイルのオリジナルプリセットコンテンツが多数追加されている。
2015年9月30日をもってディズニー・モバイル・オン・ソフトバンクの新規受付が終了したため、本機種はその最終機種となった。

## その他機能
| 主な対応サービス       | 主な対応サービス   | 主な対応サービス             | 主な対応サービス                              |
| ---------------------- | ------------------ | ---------------------------- | --------------------------------------------- |
| タッチパネル           | FHD液晶 5.2インチ  | フルブラウザ                 | Hybrid 4G LTE (SoftBank 4G／SoftBank 4G LTE ) |
| バッテリー容量 2600mAh | テザリング         | WiFi                         | GPS                                           |
| 1630万画素カメラ       | ワンセグ／フルセグ | デジタルオーディオプレーヤー | おサイフケータイ／NFC                         |
| Bluetooth              | 赤外線通信         | 緊急速報メール               | 防水／防塵                                    |

## 歴史
- 2013年9月30日 - ソフトバンクモバイル、およびディズニー・モバイルより発表。
- 2014年1月8日 - 事前予約開始。
- 2014年1月24日 - 発売開始。